# Enniskillen

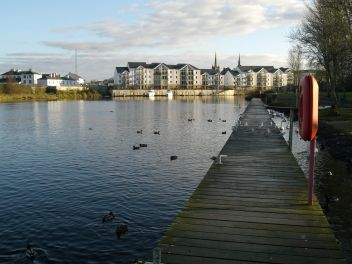
Enniskillen desde el río Erne.

Enniskillen (en irlandés: Inis Ceithleann, que significa isla de Kathleen) es la ciudad principal y mayor del condado de Fermanagh al oeste de Irlanda del norte. Conocida también como «la perla del Ulster», está situada casi exactamente en el centro del condado, en la isla natural que separa las secciones superiores e inferiores del lago Erne. Con una población de 13 599 habitantes, según el censo del 2001, es sin lugar a dudas el asentamiento más grande del condado, así como el centro principal de venta al por menor.

## Eventos internacionales
En años recientes, Enniskillen ha albergado una serie de eventos internacionales, mayoritariamente notables, como los campeonatos mundiales de ski acuático en los años 2005 y 2006. En el 2007 se llevaron de nuevo a cabo entre el 7 y el 9 de septiembre y una vez más en el Broadmeadow. También, una competición profesional de wakeboard 'Wakejam' se llevó a cabo entre el 27 y el 29 de julio de 2007 donde corredores de élite de todo el mundo, así como corredores locales tomaron parte en el evento que fue hospedado por el Erne Wakeboard Club.

## Personajes célebres
- Brian D'Arcy (1945–), sacerdote pasionista censurado por la Santa Sede.